# 토미 알드리지
토미 알드리지(Tommy Aldridge, 1950년 8월 15일 ~ )는 미국의 드러머이다.